# Wacław Sitkowski

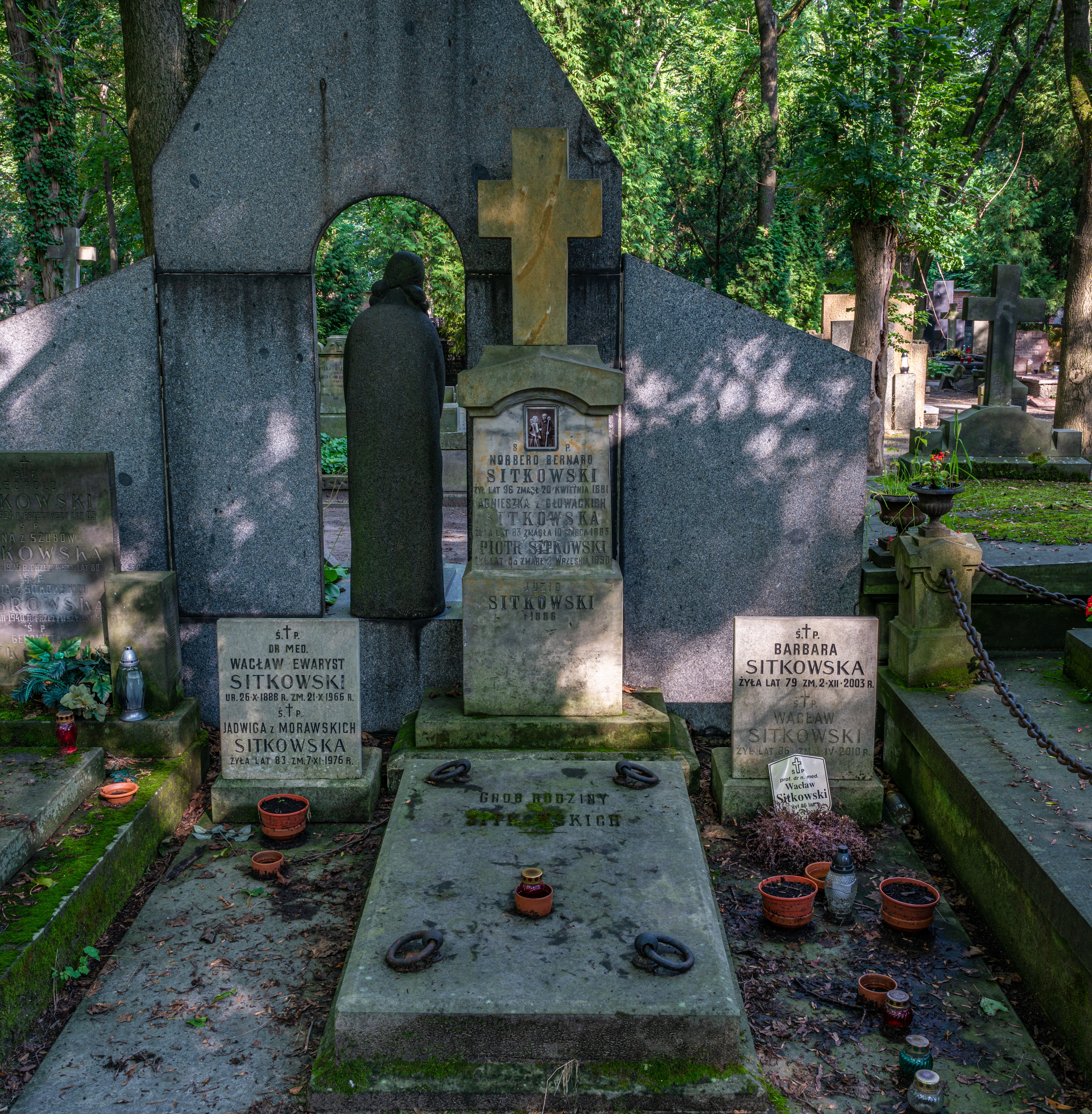
Grób Wacława Sitkowskiego na cmentarzu Powązkowskim

Wacław Stanisław Sitkowski (ur. 12 lutego 1924 w Warszawie, zm. 1 kwietnia 2010 tamże) – polski lekarz, kardiochirurg, profesor nauk medycznych, powstaniec warszawski. Jeden z pionierów polskiej kardiochirurgii, nauczyciel polskich kardiochirurgów, w tym Zbigniewa Religi.

## Życiorys
Syn Wacława i Jadwigi. Absolwent I Państwowego Gimnazjum i Liceum im. Stefana Batorego w Warszawie; maturę zdał w 1942 w ramach tajnych kompletów. Następnie w 1942 w ramach tajnego nauczania podjął studia w Prywatnej Szkole Zawodowej dla Pomocniczego Personelu Sanitarnego prowadzonej przez Jana Zaorskiego. Jednocześnie od 1940 do 1944 był laborantem rentgenowskim w Szpitalu Kolejowym w Warszawie. Jako żołnierz Armii Krajowej brał udział w powstaniu warszawskim (pseud. Wacek, Junior). 28 września 1944 awansowany do stopnia podporucznika rezerwy. Po upadku powstania więziony w Stalagu IV B.
Po zakończeniu II wojny światowej powrócił do studiowania medycyny, kształcił się w Leuven, po powrocie do Polski w 1947 uzyskał dyplom na Wydziale Lekarskim Uniwersytetu Warszawskiego. W tym samym roku podjął pracę w Klinice Chirurgicznej Instytutu Gruźlicy kierowanej przez Leona Manteuffla-Szoege, pozostawał z nią związany do 1969, dochodząc do stanowiska kierownika oddziału. W międzyczasie przez kilka lat zatrudniony również w Oddziale Chirurgicznym Instytutu Onkologii pod kierunkiem Tadeusza Koszarowskiego. W czasie kilkuletniej służby wojskowej przez rok kierował oddziałem zabiegowym Sanatorium Wojskowego w Otwocku.
Wacław Sitkowski doktoryzował się w 1952 na Akademii Medycznej w Warszawie na podstawie pracy Leczenie operacyjne ślinianek. Habilitował się w 1964 w oparciu o rozprawę zatytułowaną Leczenie operacyjne zwężenia lewego ujścia tętniczego. Tytuł profesora nauk medycznych otrzymał w 1979.
W latach 1958–1959 stał na czele oddziału torakochirurgicznego w Otwocku, zaczął wówczas przeprowadzać tam operacje resekcji płuc. W Dziekanowie Leśnym wprowadził badania bronchoskopowe, a w Sanatorium Gruźlicy Kostno-Stawowej metody leczenia gruźlicy kręgosłupa. W 1961 z ramienia Światowej Organizacji Zdrowia wyjechał na rok do Konga. Od 1964 jako konsultant kardiochirurgii współpracował z Akademią Medyczną w Krakowie, gdzie wprowadzał różne metody leczenia chirurgicznego chorób serca. Kardiochirurgią zajął się szczególnie po objęciu w 1969 stanowiska ordynatora oddziału chirurgii stołecznego Szpitala Wolskiego, który pod jego kierownictwem stał się wiodącym ośrodkiem kardiochirurgicznym. W 1980 został kierownikiem II Kliniki Kardiochirurgii Instytutu Kardiologii, którym był do czasu przejścia na emeryturę w 1994.
Wacław Sitkowski zaliczany jest do pionierów kardiochirurgii polskiej. Brał udział w pierwszej w Polsce operacji na otwartym sercu. Uczestniczył we wprowadzaniu do praktyki klinicznej i rozpowszechniania w polskich ośrodkach krążenia pozaustrojowego. Był autorem pionierskich operacji w tym wszczepienia zastawki aorty, przeprowadził pierwszy opublikowany przypadek zeszycia ubytku międzykomorowego spowodowanego przez zawał. W 1967 operował poetkę Halinę Poświatowską – podjął się wszczepienia sztucznej zastawki mitralnej, ale pacjentka zmarła w wyniku powikłań pooperacyjnych.
Zmarł 1 kwietnia 2010. Został pochowany w grobowcu rodzinnym na cmentarzu Powązkowskim (kwatera 191–2–26/27).
W filmie Bogowie z 2014 w postać Wacława Sitkowskiego wcielił się Jan Englert.

## Odznaczenia
- Krzyż Oficerski Orderu Odrodzenia Polski (2004)[9]
- Krzyż Kawalerski Orderu Odrodzenia Polski (1976)
- Order Sztandaru Pracy II klasy (1989)
- Warszawski Krzyż Powstańczy (1983)[1]
- Odznaka honorowa „Za wzorową pracę w służbie zdrowia” (1955)[10]
- Odznaka „Za zasługi dla województwa krośnieńskiego” (1985)[11]